# Marco Cecchinato
Marco Cecchinato, nacido el 30 de septiembre de 1992, es un tenista profesional italiano. Su apodo es "Ceck", comenzó a jugar tenis a los siete años junto a su tío que es un entrenador de tenis. Su mánager es su padre Sergio. La superficie donde prefiere jugar es la tierra batida y su golpe favorito es el servicio. Su ídolo en la niñez fue el ruso Marat Safin.
Su máximo logro en un Grand Slam ha sido alcanzar las semifinales en Roland Garros 2018, después de eliminar en cuartos de final a Novak Djokovic.
Ha logrado hasta el momento ocho títulos de la categoría ATP Challenger Tour, cinco de ellos en individuales y tres como doblista. También ha obtenido varios títulos Futures tanto en individuales como en dobles.

## Carrera
En julio de 2016 se hizo público que iba a ser sancionado con 18 meses sin jugar y un multa de 40 000 € por parte de la federación italiana de tenis por haber amañado diversos partidos y haber dado información sobre la condición física de su compatriota Seppi así como por aprovecharse de información confidencial sobre un partido para apostar. Al recurrir dicha sanción pudo seguir jugando hasta que hubiese sentencia firme.

### 2017: Cuarto título Challenger
En los primeros meses del año, intenta clasificarse en vano a algunos torneos como algunos torneos ATP 250 (Chennai, Quito y Buenos Aires) y el primer Grand Slam del año: el Abierto de Australia.
Sin embargo, en la arcilla brasileña lograría mejores resultados. En el ATP 500 de Río de Janeiro, derrotó a su compatriota Alessandro Giannessi y al japonés Taro Daniel en fase clasificatoria solo para perder en la primera ronda del cuadro principal contra el argentino Nicolás Kicker por 7-5 y 6-0. En el ATP 250 de San Pablo, luego de eliminar al argentino Leonardo Mayer, venga la derrota sufrida la semana anterior contra Kicker clasificándose al cuadro principal. En la primera ronda, su compatriota Fabio Fognini lo vence en dos sets.
En marzo, Cecchinato conquista el F5 de Italia de Santa Margherita di Pula, mientras que en el Challenger de Barletta ganó el título de dobles con Matteo Donati. En mayo perdió la final del Challenger de Ostrava contra su compatriota Stefano Travaglia en tres sets. En el Challenger de Roma conquistó el cuarto trofeo Challenger en su carrera, superando al eslovaco Jozef Kovalík en la final por doble 6-4.
En la ronda decisiva de la clasificación a Roland Garros es superado por el italiano Simone Bolelli por 6-4 y 6-4. En el Challenger de Todi, llega a su tercera final Challenger en la temporada, donde Federico Delbonis lo derrota.
Después de más de un año, regresa a los 100 mejores del ranking, en el puesto número 97. La nueva clasificación le otorga acceso directo al cuadro principal de Wimbledon, haciendo su debut en la catedral y pierde en la primera ronda contra el n.º 9 ATP Kei Nishikori, quien lo derrota por un contundente doble 6-2 y 6-0.
En el ATP 250 de Umag venció al francés Gilles Simon en la primera ronda y en la 2.ª sería derrotado por el croata Ivan Dodig. En la primera ronda del ATP 500 de Hamburgo fue eliminado por el alemán Florian Mayer en tres sets. En la fase clasificatoria al US Open sale en la primera ronda. Como en el año anterior, perdió el final en el Challenger de Como. Esta vez, su verdugo fue el portugués Pedro Sousa que se impuso por 1-6, 6-2, 6-4. También en septiembre, Cecchinato ganó el Challenger de Sibiu en dobles disputado en Rumania junto con Matteo Donati, venciendo en la final a Sander Gille y Joran Vliegen por 6-3, 6-1. El último resultado importante de su temporada fue la semifinal alcanzada en el Challenger de Lima donde Jozef Kovalík lo venció en dos sets.
Cecchinato cierra el año en el puesto número 109 del ranking mundial.

### 2018: Primeros títulos ATP, semifinal en Roland Garros y Top 20
Abre la temporada con derrota en la primera ronda del ATP 250 de Pune contra el francés Pierre-Hugues Herbert por 6-7, 7-6, 2-6; luego juega la clasificación para el Abierto de Australia siendo eliminado en primera ronda por el tenista local Bradley Mousley.
En la arcilla de Quito sufre otra derrota la primera ronda a manos de Gerald Melzer en sets corridos. En el Torneo de Buenos Aires superó al argentino Guido Andreozzi y al noruego Casper Ruud en fase clasificatoria, ya en el cuadro principal fue eliminado por Horacio Zeballos por parciales de 6-1, 6-4 en 1R. Su siguiente torneo fue el ATP 500 de Río de Janeiro supera la clasificación tras vencer a Joao Domingues y Renzo Olivo, pero volvió a perder en la primera ronda contra el español Pablo Carreño Busta, tercer cabeza de serie, por 4-6 y 1-6. Nuevamente es eliminado en la primera ronda en el ATP 250 de San Pablo, esta vez por el austriaco Sebastian Ofner por doble 6-3.
Luego participó en algunos torneos Challenger, ganando su quinto torneo en el Challenger de Santiago, tras eliminar a su compatriota Simone Bolelli, Carlos Taberner, Guido Andreozzi y al ex top 5 Tommy Robredo y, en la final, al clasificado español Carlos Gómez-Herrera por 1-6 y doble 6-1. En los siguientes torneos Challenger, llega a las semifinales en Marbella y en Alicante.
En su segunda participación en el Masters 1000 de Montecarlo superó la fase de clasificación tras derrotar al kazajo Mijaíl Kukushkin y al español Guillermo García López; en la primera ronda del cuadro principal logra la primera victoria de su carrera en un torneo de esta categoría, el primero del año en un torneo ATP, tras vencer por 6-3 y 6-2 a Damir Džumhur. En la siguiente ronda es derrotado, por Milos Raonic en dos sets.
Ya en el ATP 250 de Budapest lograría su primer título ATP, en un principio había perdido en la ronda de clasificación para el torneo pero entró al cuadro principal gracias al Lucky Loser (perdedor afortunado), elimina sucesivamente a los bosnios Mirza Bašić (6-3, 6-4), y Damir Dzumhur (6-3, 6-1), al alemán Jan-Lennard Struff (5-7, 6-4, 6-2). Así llega a su primera semifinal ATP en su carrera en la que supera a su compatriota Andreas Seppi por 5-7, 7-6 y 6-3, clasificaría así a la final siendo la 156.ª final disputada por un tenista italiano en la Era Abierta, el 29 de abril (día de la final) se encuentra al australiano John Millman, a quien derrota con un marcador de 7-5 y 6-4. Cecchinato es el octavo "perdedor afortunado" en ganar un título ATP, otorgando a Italia el 58° título ATP de la era Open (el 44 en arcilla). De esta manera, se convierte en el 23° italiano en ganar un torneo ATP, esta gran semana lo deja situado en el puesto 59 del ranking mundial.
Estira la franja positiva en la gira de tierra batida europea en Múnich, en su debut supera supera por 5-7, 6-3, 6-2, al N°1 italiano Fabio Fognini, situado en el puesto 20 del Ranking ATP. En la segunda ronda, después de seis victorias consecutivas, llega la parada a manos del húngaro Márton Fucsovics, que se impone por 7-6 y 6-1. En el Masters de Roma nuevamente recibe un "Will Card" y gana su primer partido en el cuadro principal del torneo romano, el segundo en un torneo Masters 1000. superando a Pablo Cuevas por 2-6, 7-5 y 6-4. En la segunda ronda se enfrenta al n.º 10 del mundo David Goffin que lo elimina en tres mangas por 5-7, 6-2, 6-2.
Dos semanas después, en la primera ronda de Roland Garros, Cecchinato ganó su primer encuentro en un torneo de Grand Slam, superando al rumano Marius Copil en un maratónico partido por 2-6, 6-7, 7-5, 6-2 y 10-8 tras remontar dos sets abajo. En la segunda ronda derrota a Marco Trungelliti con más facilidad por 6-1, 7-6, 6-1 y en tercera supera al español Pablo Carreño Busta, décimo clasificado, en cuatro mangas por 2-6, 7-6, 6-3 y 6-1. En la cuarta ronda derrotó al nueve del mundo David Goffin ganando el partido por un marcador de 7-5, 4-6, 6-0 y 6-3, superando por primera vez en su carrera a un top 10. En el partido de cuartos de final, tiene el mejor triunfo de su carrera al vencer por 6-3, 7-6, 1-6 y 7-6 al serbio Novak Djokovic en cuatro horas de partido, ex n.º 1 del mundo y ganador en París en 2016; Cecchinato se convirtió en el primer italiano en llegar a la semifinal de un Grand Slam cuarenta años después de Corrado Barazzutti en Roland Garros 1978. En la semifinal se encuentra a Dominic Thiem, el único jugador que derrotó a Rafael Nadal en arcilla durante 2017 y 2018. Cecchinato jugó a un gran nivel durante los dos primeros sets pero bajo considerablemente su nivel en el tercer parcial, dándole el triunfo al jugador austriaco con un marcador de 5-7, 6-7 y 1-6. La gran campaña echa en París le hizo subir varios puestos en el ranking hasta el lugar 27.
Para adaptarse mejor a Wimbledon juega en el Torneo de Eastbourne, donde por primera vez en su carrera es cabeza de serie (n.º 4) en un torneo ATP y por lo tanto se beneficia de no jugar la primera ronda. Empezando desde la segunda contra el uzbeko Denis Istomin al que venció por 4-6, 6-4, 7-5. En los cuartos de final, derrota por 5-7, 6-3, 6-2 a John Millman para perder en las semifinales contra Lukáš Lacko por 3-6 y 4-6. En Wimbledon, donde es el clasificado n.º 29, siendo eliminado en la primera ronda por el joven australiano Alex De Miñaur por 4-6, 7-6, 6-7 y 4-6.
El 22 de julio en el Torneo de Umag (ATP 250), ganó su segundo título ATP. Comenzó desde la segunda ronda al ser cabeza de serie, vence al checo Jiří Veselý en tres mangas por 2-6, 7-5 y 7-5, en lo que Cecchinato mismo llama el peor juego de su temporada. En los cuartos de final, se impone fácilmente a Laslo Djere por 6-4 y 6-1, mientras que en las semifinales su triunfo es aún más contundente contra el argentino Marco Trungelliti por 6-2 y 6-1. En la 157.ª final disputada por un tenista italiano en la era Open, derrota al argentino Guido Pella en dos sets por 6-2 y 7-6(7-4). Se convirtió en el décimo cuarto jugador italiano en haber obtenido al menos dos títulos ATP, ubicándose en el octavo lugar en la clasificación de títulos profesionales italianos desde 1971. En el ranking mundial, sube hasta la posición 22.
La semana siguiente, cierra su temporada en arcilla, en el Torneo de Hamburgo, tropezando en la primera ronda contra el francés Gaël Monfils, que se impuso por 6-4, 3-6 y 6-4.
El 7 de agosto, inmediatamente después de mejorar su clasificación al puesto 21, comenzó su campaña sobre cemento estadounidense con el Masters de Toronto, donde jugó su primer partido en pista dura a nivel Masters 1000, siendo eliminando a las primeras de cambio por el estadounidense Frances Tiafoe por 7-6 y 6-1. Su siguiente torneo fue el Masters de Cincinnati, acumulando su séptima derrota en igual cantidad de partidos en esta superficie saliendo en la primera ronda por el francés Adrian Mannarino, después de perder un punto de partido. Debido a estos últimos resultados baja un puesto en el ranking, al lugar n.º 22.

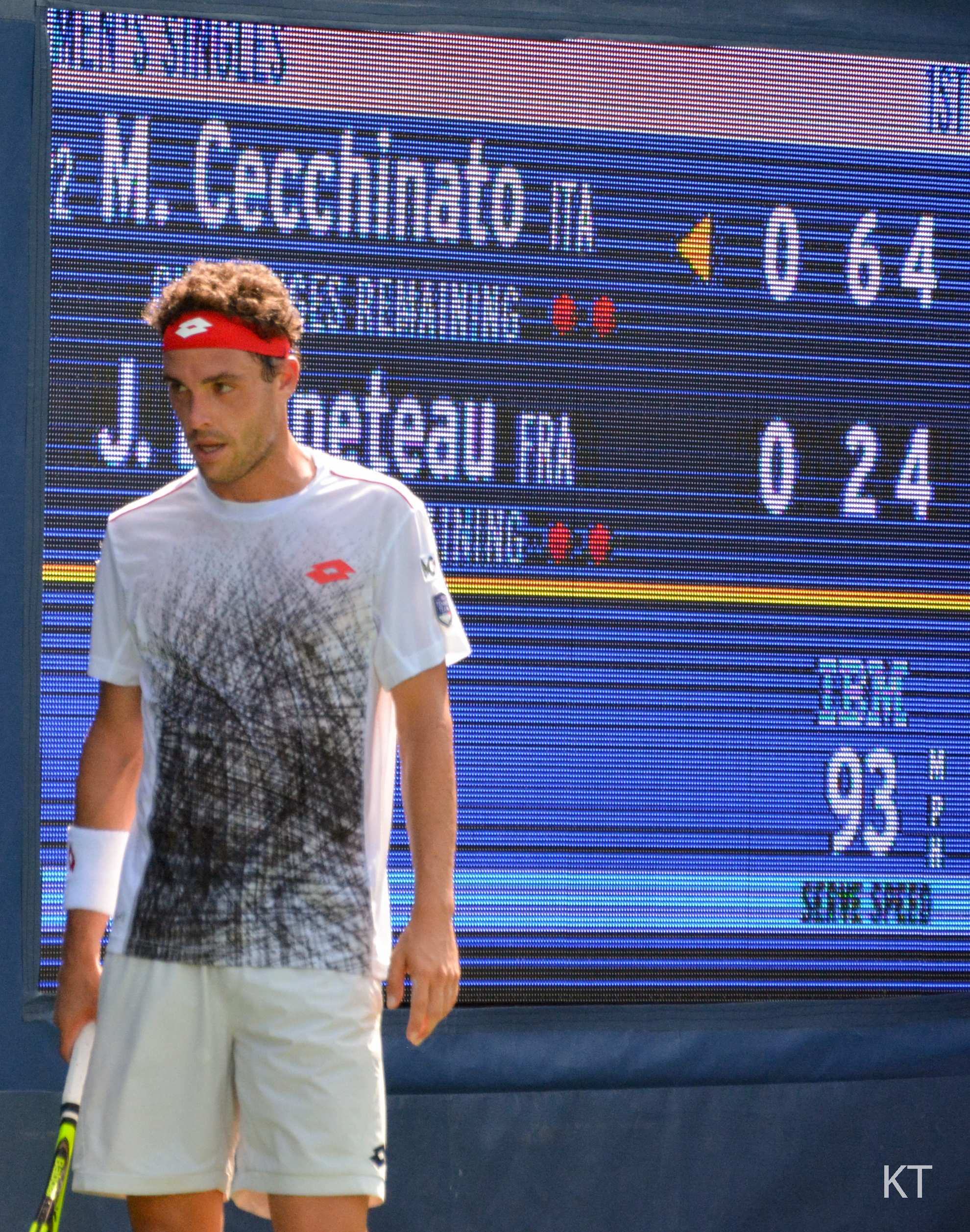
Cecchinato durante el US Open 2018.

Es nuevamente derrotado en su primer partido en el ATP 250 de Winston-Salem, donde fue clasificado n.º 4 y eliminado, en dos sets, por el alemán Jan-Lennard Struff. La temporada de cemento de los Estados Unidos se cierra con su segunda participación en el US Open, regresando al cuadro principal luego tres años y siendo cabeza de serie n.º 22, y también donde continúa su serie de derrotas en esta superficie. Es eliminado en 1.ª ronda por el francés Julien Benneteau, en 4 sets.
En San Petersburgo, sería su primera experiencia en un torneo ATP sobre cemento en indoor (bajo techo), comienza directamente desde la segunda ronda, donde finalmente logra romper el tabú del cemento ganando su primer partido ATP en esta superficie, contra el eslovaco Lukáš Lacko, quien lo derrota en dos sets por un marcador de 7-5 y 7-6, salvando cinco puntos de set consecutivos en la muerte súbita del segundo. En los cuartos de final cae en dos sets contra el español Roberto Bautista.
Luego comenzó la Gira Asiática en el ATP 500 de Pekín, jugando su primer ATP 500 en esta superficie, supera al chipriota Marcos Baghdatis con un marcador de 1-6, 6-4 y 7-5, ganando su segundo encuentro sobre cemento en el circuito. En la segunda ronda, Márton Fucsovics le otorga solo seis juegos, perdiendo por un contundente 6-4 y 6-2, impidiéndole la posibilidad de lograr su segundo cuartos de final en cemento. En el Masters de Shanghái, vence a Gilles Simon y Hyeon Chung en tres sets logrando por primera vez dos victorias seguidas en Masters 1000. Así llegó a su primer octavos de final en un torneo Masters 1000, donde, después de los cuartos de final de Roland Garros, encontró a Novak Djokovic, futuro ganador del torneo, que esta vez no le da opciones el serbio y le gana por 6-4 y 6-0.
El 15 de octubre se convierte en el noveno tenista italiano en llegar a los 20 mejores jugadores del ranking mundial en la era abierta, alcanzado la posición número 19. Por primera vez en casi 40 años, dos tenistas italianos aparecen al mismo tiempo en el Top 20. Antes de Cecchinato y Fabio Fognini (n ° 14), Corrado Barazzutti (n ° 16) y Adriano Panatta (n ° 19) fueron los últimos en realizarlo entre mayo y junio de 1979.
De regreso en Europa, juega la temporada bajo techo (indoor), comenzando con el ATP 250 de Moscú, su segundo torneo bajo techo ATP donde, por primera vez en su carrera, es el principal cabeza de serie y por ende comenzaría desde la segunda ronda enfrentado a Adrian Mannarino siendo derrotado en dos sets. Luego jugó el Torneo de Basilea. Su verdugo esta vez fue el jugador local Henri Laaksonen que lo elimina en dos sets. Concluye la mejor temporada de su carrera con su debut en el Masters 1000 de París-Berçy siendo vencido en la primera ronda contra el portugués João Sousa en dos sets.
Cierra la temporada en el puesto número 20 del ranking mundial, el cuarto mejor ranking de un tenista italiano junto con Paolo Bertolucci.

## Títulos ATP (3; 3+0)

### Individual (3)
| Leyenda                         |
| Grand Slam (0)                  |
| ATP World Tour Finals (0)       |
| Juegos Olímpicos (0)            |
| ATP World Tour Masters 1000 (0) |
| ATP World Tour 500 (0)          |
| ATP World Tour 250 (3)          |

| N.º | Fecha                 | Torneo       | Superficie    | Oponente en la final | Resultado   |
| --- | --------------------- | ------------ | ------------- | -------------------- | ----------- |
| 1.  | 29 de abril de 2018   | Budapest     | Tierra batida | John Millman         | 7-5, 6-4    |
| 2.  | 22 de julio de 2018   | Umag         | Tierra batida | Guido Pella          | 6-2, 7-6(4) |
| 3.  | 17 de febrero de 2019 | Buenos Aires | Tierra batida | Diego Schwartzman    | 6-1, 6-2    |

#### Finalista (2)
| N.º | Fecha                 | Torneo  | Superficie    | Oponente en la final | Resultado   |
| --- | --------------------- | ------- | ------------- | -------------------- | ----------- |
| 1.  | 18 de octubre de 2020 | Cerdeña | Tierra batida | Laslo Djere          | 6-7(3), 5-7 |
| 2.  | 29 de mayo de 2021    | Parma   | Tierra batida | Sebastian Korda      | 2-6, 4-6    |

## Challenger Series (10;7+3)

### Individuales

#### Títulos (7)
| Nº. | Fecha                 | Torneo                       | Superficie    | Finalista            | Resultado     |
| 1.  | 11 de agosto de 2013  | Challenger de San Marino     | Tierra batida | Filippo Volandri     | 6-3, 6-4      |
| 2.  | 27 de abril de 2015   | Challenger de Torino         | Tierra batida | Kimmer Coppejans     | 6-2, 6-3      |
| 3.  | 26 de junio de 2016   | Challenger de Milano         | Tierra batida | Laslo Ðere           | 6-2, 6-2      |
| 4.  | 13 de mayo de 2017    | Challenger de Roma           | Tierra batida | Jozef Kovalík        | 6-4, 6-4      |
| 5.  | 10 de marzo de 2018   | Challenger de Santiago       | Tierra batida | Carlos Gómez Herrera | 1-6, 6-1, 6-1 |
| 6.  | 2 de octubre de 2022  | Challenger de Lisboa         | Tierra batida | Luca Van Assche      | 6-3, 6-3      |
| 7.  | 16 de octubre de 2022 | Challenger de Río de Janeiro | Tierra batida | Yannick Hanfmann     | 4-6, 6-4, 6-3 |

#### Finalista (7)
| Nº. | Fecha      | Torneo                | Superficie    | Ganador           | Resultado      |
| 1.  | 29.09.2013 | Challenger de Sibiu   | Tierra batida | Jaroslav Pospíšil | 6:4, 4:6, 1:6  |
| 2.  | 08.06.2014 | Challenger de Mestre  | Tierra batida | Pablo Cuevas      | 4:6, 6:2, 2:6  |
| 3.  | 13.09.2015 | Challenger de Genoa   | Tierra batida | Nicolás Almagro   | 7:61, 1:6, 4:6 |
| 4.  | 04.09.2016 | Challenger de Como    | Tierra batida | Kenny de Schepper | 6:2, 6:7, 5:7  |
| 5.  | 07.05.2017 | Challenger de Ostrava | Tierra batida | Stefano Travaglia | 2:6, 6:3, 4:6  |
| 6.  | 25.06.2017 | Challenger de Todi    | Tierra batida | Federico Delbonis | 5:7, 1:6       |
| 7.  | 03.09.2017 | Challenger de Como    | Tierra batida | Pedro Sousa       | 6:1, 2:6, 4:6  |

### Dobles

#### Títulos (3)
| Nº. | Fecha      | Torneo                 | Superficie    | Pareja        | Finalistas                       | Resultado |
| 1.  | 13.09.2014 | Challenger de Biella   | Tierra batida | Matteo Viola  | Frank Moser Alexander Satschko   | 7:5, 6:0  |
| 2.  | 15.04.2017 | Challenger de Barletta | Tierra batida | Matteo Donati | Marin Draganja Tomislav Draganja | 6:3, 6:4  |
| 3.  | 23.09.2017 | Challenger de Sibiu    | Tierra batida | Matteo Donati | Sander Gillé Joran Vliegen       | 6:3, 6:1  |

#### Finalista (1)
| Nº. | Fecha      | Torneo             | Superficie    | Pareja           | Ganadores                     | Resultado |
| 1.  | 15.09.2012 | Challenger de Todi | Tierra batida | Alessio di Mauro | Martin Fischer Philipp Oswald | 3:6, 2:6  |

## Clasificación histórica
Actualizado hasta el Abierto de Estados Unidos 2022.
| Abierto de Australia | A     | A     | Q1    | Q2    | 1R    | Q1    | Q1    | 1R    | 1R    | 0 / 3   | 0–3     | 0%      |      |     |
| Roland Garros | A     | A     | Q2    | Q3    | 1R    | Q3    | SF    | 1R    | 3R    | 3R      | 2R      | 0 / 3   | 10–6 | 62% |
| Wimbledon | A     | A     | A     | A     | A     | 1R    | 1R    | 1R    | ND    | 0 / 3   | 0–3     | 0%      |      |     |
| US Open | A     | A     | Q2    | 1R    | A     | Q1    | 1R    | 1R    | 1R    | 0 / 4   | 0–4     | 0%      |      |     |
| Ganados–Perdidos | 0–0   | 0–0   | 0–0   | 0–1   | 0–2   | 0–1   | 5–3   | 0–4   | 0–2   | 0 / 13  | 5–13    | 27%     |      |     |
| ATP World Tour Masters 1000                                                                                               |       |       |       |       |       |       |       |       |       |         |         |         |      |     |
| Indian Wells | A     | A     | A     | Q1    | A     | A     | A     | 2R    | ND    | 0 / 1   | 0–1     | 0%      |      |     |
| Miami | A     | A     | A     | Q1    | A     | A     | A     | 3R    | ND    | 0 / 1   | 1–1     | 50%     |      |     |
| Montecarlo | A     | A     | A     | A     | 1R    | A     | 2R    | 3R    | ND    | 0 / 3   | 3–3     | 50%     |      |     |
| Madrid | A     | A     | A     | A     | A     | A     | A     | 1R    | ND    | 0 / 1   | 0–1     | 0%      |      |     |
| Roma | Q2    | Q2    | 1R    | Q1    | 1R    | A     | 2R    | 2R    |       | 0 / 4   | 2–4     | 25%     |      |     |
| Canadá | A     | A     | A     | A     | A     | A     | 1R    | 1R    | ND    | 0 / 2   | 0–2     | 0%      |      |     |
| Cincinnati | A     | A     | A     | Q1    | A     | A     | 1R    | 1R    | A     | 0 / 2   | 0–2     | 0%      |      |     |
| Shanghái | A     | A     | A     | A     | A     | A     | 3R    | 1R    | ND    | 0 / 2   | 2–2     | 50%     |      |     |
| París | A     | A     | A     | A     | A     | A     | 1R    | A     |       | 0 / 1   | 0–1     | 0%      |      |     |
| Ganados–Perdidos | 0–0   | 0–0   | 0–1   | 0–0   | 0–2   | 0–0   | 4–6   | 4–8   | 0-0   | 0 / 17  | 8–17    | 32%     |      |     |
| Representación nacional                                                                                                   |       |       |       |       |       |       |       |       |       |         |         |         |      |     |
| Copa Davis | A     | A     | A     | A     | CF    | A     | A     | A     | A     | 0 / 1   | 1–0     | 100%    |      |     |
| Estadísticas |       |       |       |       |       |       |       |       |       |         |         |         |      |     |
| | 2012  | 2013  | 2014  | 2015  | 2016  | 2017  | 2018  | 2019  | 2020  | Carrera | Carrera | Carrera |      |     |
| Torneos | 0     | 1     | 3     | 4     | 10    | 5     | 25    | 26    | 8     | 82      | 82      | 82      |      |     |
| Títulos / Finales | 0 / 0 | 0 / 0 | 0 / 0 | 0 / 0 | 0 / 0 | 0 / 0 | 2 / 2 | 1 / 1 | 0 / 0 | 3 / 3   | 3 / 3   | 3 / 3   |      |     |
| G–P en general | 0–0   | 0–1   | 0–3   | 0–4   | 3–10  | 1–5   | 23–23 | 12–25 | 1 - 7 | 40–78   | 40–78   | 33%     | 33%  |     |
| Leyenda: G: Torneo ganado; F: Finalista; SF: Semifinalista; CF: Cuartos de final; ND: No disputado; G-P: Ganados-Perdidos |       |       |       |       |       |       |       |       |       |         |         |         |      |     |

## Ranking ATP al final de la temporada
| Año                     | 2010  | 2011 | 2012 | 2013 | 2014 | 2015 | 2016 | 2017 | 2018 | 2019 | 2020 | 2021 |
| Ranking en individuales | 1,391 | 611  | 409  | 163  | 159  | 90   | 187  | 109  | 20   | 71   | 80   | 100  |

## Victorias sobre Top 10
| Temporada | 2012 | 2013 | 2014 | 2015 | 2016 | 2017 | 2018 | 2019 | Total |
| Victorias | 0    | 0    | 0    | 0    | 0    | 0    | 1    | 0    | 1     |

| #    | Jugador      | Ranking | Torneo                        | Superficie | Ronda | Resultado          | MC Ranking |
| ---- | ------------ | ------- | ----------------------------- | ---------- | ----- | ------------------ | ---------- |
| 2018 |              |         |                               |            |       |                    |            |
| 1.   | David Goffin | n.º 9   | Roland Garros, París, Francia | Arcilla    | 4R    | 7–5, 4–6, 6–0, 6–3 | 72         |